# The Bluest Eye
The Bluest Eye és una novel·la de Toni Morrison que explora temes com la identitat, la família, la por i l'abús. La història segueix una adolescent negra anomenada Pecola Breedlove, que viu a una ciutat rural dels Estats Units durant la dècada del 1940.

## Argument
Pecola és una nena petita que viu amb els pares i té una cosina que es diu Claudia. Li agraden les nines i les calèndules, que no agraden a ningú excepte a ella. Pecola és negra i creu que és lletja perquè no s'assembla a Shirley Temple. I té un truc per desaparèixer quan els seus pares es barallen o el pare la molesta a les nits: pensa que té uns preciosos ulls blaus,com les persones blanques del seu voltant, que tothom admira la seva bellesa i que les altres nenes l'envegen. Però aquest somni no es convertirà mai en realitat i Pecola continuarà atrapada en la trista vida que li ha tocat. Pecola és filla de Pauline i Charles "Cholly" Breadlove, una parella que es va mudar de l'estat de Kentucky a Lorain, Ohio, després de casar-se. Tant la mare com el pare agredeixen Pecola i Sammy, l'altre fill, a més Pecola la rebutgen a l'escola. Eventualment, Cholly abusa de la seva filla i l'embarassa. 

## Sobre la novel·la
Parts de la història les narra Claudia, filla d'una dona que acull Pecola després que el seu pare, en un aldarull, intentés incendiar la casa. Altres parts són narrades en tercera persona, amb inserits comptats en primera.
La novel·la explora les vides dels diferents personatges que envolten a la Pecola, incloent-hi la seva mare, que la maltracta verbalment, i una parella de joves que viuen al costat i que representen la bellesa idealitzada que la Pecola busca. A través de la història, Toni Morrison explora com les normes de bellesa blanca imposades a la societat poden ser tòxiques per a les persones negres, especialment per a les dones, i com la pobresa i el racisme poden conduir a l'abús i la violència. També destaca la importància de la comunitat i la solidaritat per a la cura i el benestar individual i col·lectiu. The Bluest Eye és una obra emocionant i a la vegada impactant, cal destacar la cura amb la qual s'aborden temes profunds i difícils amb habilitat i empatia.

## Censura de la novel·la
La novel·la ha estat prohibida i qüestionada entre les biblioteques dels Estats Units per la seva temàtica racista o contingut sexualment explícit. Cal assenyalar que aquests llibres també són a la llista dels més prohibits i qüestionats de la dècada passada, juntament amb George, d'Alex Gino; Parla!, de Laurie Halse Anderson, entre d'altres.
En alguns casos, la novel·la va ser criticada per la seva representació gràfica de la violència sexual i l'explotació infantil. Alguns crítics també han argumentat que l'obra conté llenguatge inculte i escenes sexualment explícites que podrien ser inapropiades per a cert grup de lectors.
No obstant això, aquests intents de censura han sigut molt criticats pels grups defensors de la llibertat d'expressió i els drets literaris. Molts exposen que la novel·la és una contribució important a la literatura dels Estats Units i que el seu enfocament cap a temes controvertits és una part essencial del seu valor artístic i social.
La novel·la no va ser censurada de forma general, però existeixen casos concrets en els quals la van voler prohibir o censurar. L'any 2013, es va informar que una escola d'educació secundària a Michigan van prohibir-la en el seu programa d'estudis, justificant que contenia material inapropiat per als estudiants. De la mateixa forma, l'any 2006 una biblioteca pública de Califòrnia va eliminar la novel·la del seu fons a causa de les queixes sobre el seu contingut de part d'alguns membres de la comunitat. Com es pot observar, la gran majoria de casos on es va voler silenciar l'obra procedeixen dels Estats Units.

## Crítica de la premsa
"The Bluest Eye és una novel·la impactant i commovedora que explora temes profunds com la raça, la bellesa i la identitat. Morrison teixeix una història poderosa i ofereix una perspectiva única sobre l'experiència afroamericana als Estats Units". - The New York Times.
"La prosa de Morrison és exquisida i la seva habilitat per crear personatges complexos i realistes és notable. The Bluest Eye és un viatge emocional que t'atrapa des de la primera pàgina i no et deixa anar fins al final". The Guardian.
"Toni Morrison és una mestra en l'art de contar històries i Ulls blaus és una de les seves obres més destacades. La manera com aborda el llegat de l'esclavitud i l'impacte durador del racisme a la vida dels seus personatges és profundament commovedora". The Washington Post.